# Banakoro (Samorogouan)
Pour les articles homonymes, voir Banakoro.
Banakoro est une commune rurale située dans le département de Samorogouan de la province de Kénédougou dans la région des Hauts-Bassins au Burkina Faso.

## Géographie
Banakoro est situé à environ 10 km au nord de Samorogouan.

## Santé et éducation
Le centre de soins le plus proche de Banakoro est le centre de santé et de promotion sociale (CSPS) de Samorogouan.